# Jean Sicurani
Jean Charles Sicurani (né le 13 mai 1915 à Bône en Algérie et mort le 9 juillet 1977 dans le 14e arrondissement de Paris) est un militaire, haut-fonctionnaire et diplomate français. 

## Biographie
Jean Sicurani est fait prisonnier lors de la Seconde Guerre mondiale et passe cinq ans dans un camp de prisonnier en Allemagne. Il rejoint l'administration coloniale en 1947, d'abord en Indochine, puis en Afrique et en Algérie, avant d'être nommé gouverneur de Polynésie française. Directeur de cabinet de Chaban-Delmas, il est nommé préfet d'Alsace puis ambassadeur de Monaco en France. Il meurt en 1977 d'une leucémie à Paris.

### Jeunesse et éducation
Fils de pieds-noirs corses originaires de Castagniccia, Sicurani naît et passe son enfance en Algérie avant de poursuivre ses études au lycée Hoche, à Versailles, puis au lycée Louis-le-Grand, à Paris. Diplômé de l'École nationale de la France d'outre-mer en 1935, il obtient aussi une licence en droit et suit une formation en langue khmère à l'École nationale des langues orientales vivantes.

### Seconde Guerre mondiale
Sicurani fait son service militaire d'une durée de deux ans, la Seconde Guerre mondiale éclatant avant la fin de celui-ci. La drôle de guerre passe, et il est capturé par l'armée allemande lors de la bataille de France en mai 1940. Il sera interné dans un camp de prisonniers de guerre pour officiers, l'oflag IV-D pendant près de cinq ans.

### Captivité

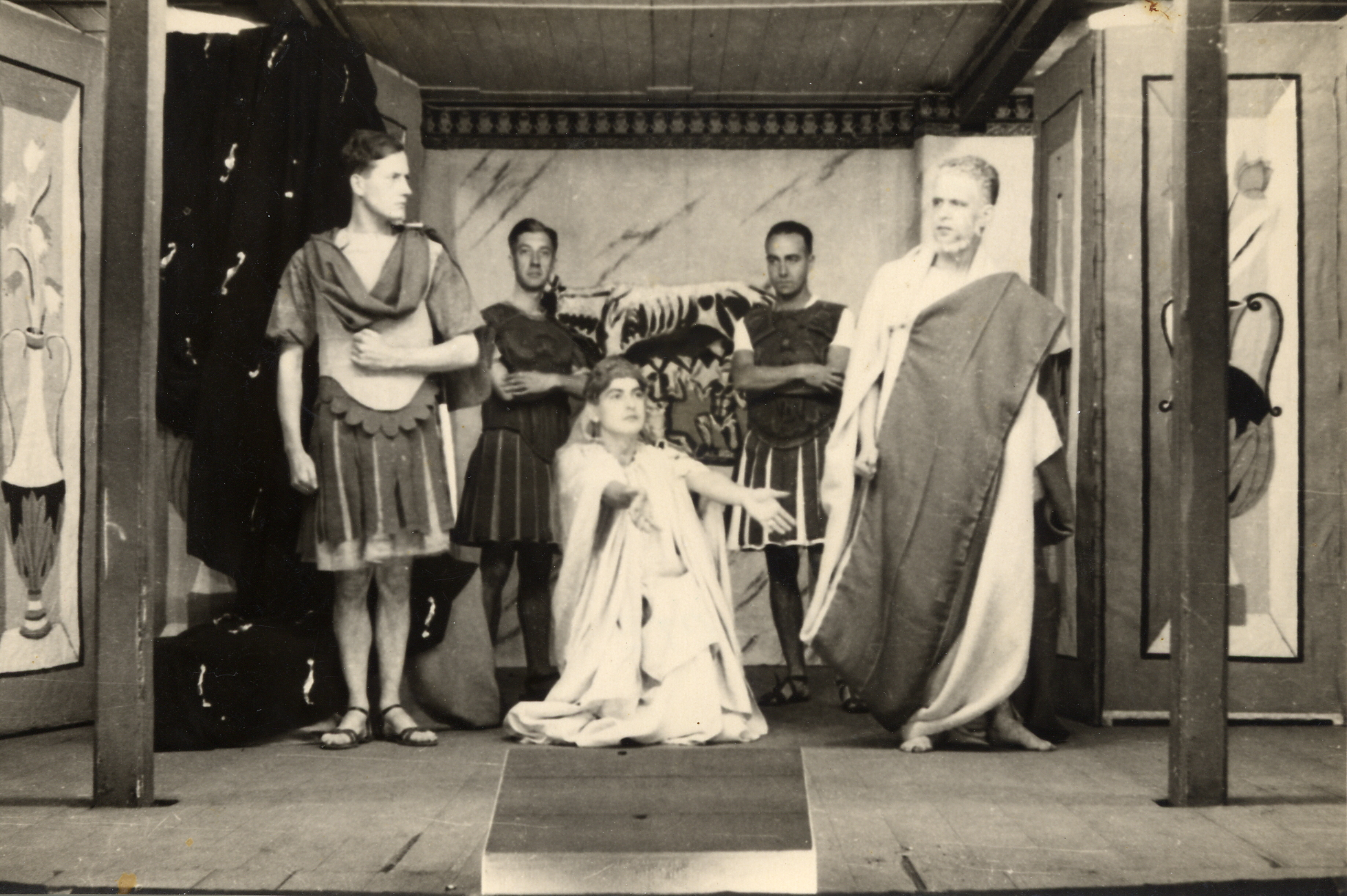
Septembre 1941 - Jean Sicurani (au centre) joue Pauline dans Polyeucte de Corneille.

Les officiers n'étant pas soumis aux travaux forcés, les prisonniers désœuvrés de l'oflag IV-D montèrent une troupe de théâtre extrêmement active. L'atelier de Sicurani réalise plus de 1 500 costumes pour un millier de représentations d'environ 80 pièces différentes, comme Œdipe roi de Cocteau, Knock de Jules Romains, Le Médecin malgré lui de Molière, Polyeucte de Corneille entre autres. Jean Sicurani jouera dans plusieurs des pièces montées par la troupe.

### Libération
En raison du bombardement de Dresde, qui a lieu du 13 au 15 février 1945, les autorités allemandes font évacuer les prisonniers entre le 17 et le 19 février. La majorité d'entre eux, dont Sicurani, sont amenés à l'oolag de Colditz, l'oflag IV-C, ou dans ses environs (Nerchau etc.). Il y restera jusqu'à la libération du camp par les troupes Alliés le 14 ou 15 avril 1945, soit moins d'un mois avant la fin de la guerre en Europe.

### Administration coloniale

#### Indochine
Grâce à sa connaissance de la langue khmère, Sicurani occupe plusieurs postes au Cambodge en tant qu'administrateur des services civiles:
- Adjoint au conseiller pour le Sud-Mékong ;
- Conseiller à Siem Reap-Angkor, octobre 1946 à mai 1948 ;
- Chef du service de l'information au Cambodge de mai 1948 à décembre 1949 ;
- Délégué du haut commissaire à Battambang en 1950, à Kompong Cham en 1951 et à Phnom Penh en 1952.

#### Afrique occidentale française
Le Cambodge ayant obtenu son indépendance en 1953, Sicurani est assigné à l'administration de l'Afrique-Occidentale française et occupe de nouveau plusieurs postes en tant qu'administrateur en chef de la France d'outre-mer. Il sera chef du bureau d'études du secrétariat général, puis administrateur-maire et commandant du cercle de Gagnoa, en Côte d'Ivoire; conseiller politique du haut commissaire de l'Afrique-Équatoriale française, haut commissaire auprès de la République soudanaise, puis gouverneur.

#### Algérie française
Sicurani est nommé préfet de Mostaganem en 1961 et assurera aussi le poste de directeur général des affaires politiques et de l'information à la délégation générale du gouvernement en Algérie jusqu'à l'indépendance de celle-ci.

#### Polynésie française
En sa qualité de chef de cabinet du Ministre des Armées, Pierre Messmer, Sicurani a été chargé d'assurer en outre la relation avec le ministère chargé des départements et territoires d'outre-mer. Il est nommé gouverneur de Polynésie française en janvier 1965. Durant ce mandat, il se lie d'amitié avec le sculpteur polynésien Vaiere Mara. Il envoie son chauffeur le chercher pour petit-déjeuner en sa compagnie.
Le gouverneur fait l'acquisition à titre personnel de la légende de Hina, une sculpture importante de Mara, connue par un ouvrage de Patrick O'Reilly. Cette sculpture a été conservée par le Haut-Commissariat de la République et orne toujours la résidence du Haut-Commissaire. Elle est exposée une première fois au public en 2021 à l'université de la Polynésie française dans le cadre de la Journée mondiale de l'art.